# Holzheim (Suabia)
Holzheim es un municipio situado en el distrito de Nuevo Ulm, en el estado federado de Baviera (Alemania). Tiene una población estimada, a mediados de 2024, de 2007 habitantes.
Está ubicado en la región de Suabia.